# Siphoneugena dussii
Siphoneugena dussii là một loài thực vật có hoa trong Họ Đào kim nương. Loài này được (Krug & Urb.) Proença miêu tả khoa học đầu tiên năm 1990.